# 汉斯·兹德拉日拉
汉斯·兹德拉日拉（捷克語：Hans Zdražila，1941年10月3日—），捷克男子举重运动员。他曾代表捷克斯洛伐克参加1964年和1968年夏季奥林匹克运动会举重比赛，其中1964年奥运会获得一枚金牌。